# Невена Ђурић
Невена Ђурић (Крушевац, 10. октобар 1993) српска је политичарка. Посланица Српске напредне странке (СНС), изабрана је за посланицу у Народној скупштини на парламентарним изборима 2020. године. Потпредседница је СНС од новембра 2021. године.

## Детињство и каријера
Ђурићева је магистарка математике и професорка у струци. Била је у Информативном савету Општинског одбора Напредне странке у Крушевцу и учествовала је у програму Академије младих лидера странке. Ђурићева је била активна и у Привредној комори Крушевца.

## Политика
Ђурићева је на парламентарним изборима 2020. године освојила тридесет осмо место на изборној листи СНС и изабрана је када је листа освојила убедљиву већину са 188 мандата. Сада је члан одбора за здравље и породицу и одбора за образовање, науку, технолошки развој и информационо друштво; заменица члана за привреду, регионални развој, трговину, туризам и енергетику; члан пододбора за информационо друштво и дигитализацију; члан делегације Србије у Парламентарној скупштини Организације за црноморску економску сарадњу; вођа посланичке групе пријатељства Србије са Молдавијом; и члан посланичких група пријатељства са више земаља. Ђурићева је за потпредседницу СНС изабрана у новембру 2021. године.